# Obwód odbiorczy instalacji elektrycznej
Obwód odbiorczy instalacji elektrycznej (ang. (electric) circuit (of an electrical installation)) − część instalacji elektrycznej odbiorczej, mieszkaniowej bądź administracyjnej, znajdującej się za ostatnim zabezpieczeniem przetężeniowym instalacji (patrząc od strony zasilania) i służącym bezpośrednio do zasilania odbiorników, grup odbiorników lub też gniazd wtyczkowych. Głównymi elementami obwodów instalacji elektrycznej są przewody (tory prądowe) umożliwiające przesyłanie energii elektrycznej, łączniki manewrowe umożliwiające załączenie i wyłączenie obwodu oraz zabezpieczenia chroniące elementy obwodu przed skutkami zakłóceń, jakie mogą wystąpić w instalacji lub w odbiornikach. 
Instalacja elektryczna jest zazwyczaj podzielona na obwody. Wyróżnia się obwody rozdzielcze (zasilające rozdzielnice określonego typu) oraz obwody odbiorcze, zasilające poszczególne odbiorniki.
Instalacje elektryczna według normy N-SEP-E-002 powinna być podzielona na potrzebną liczbę obwodów w celu:
- zapewnienia niezawodnej pracy odbiorników energii elektrycznej,
- ograniczenia negatywnych skutków w razie zaistnienia uszkodzenia w jednym z obwodów,
- ułatwienia bezpiecznego sprawdzenia i konserwacji instalacji.

## Obwody gniazd wtyczkowych
Obwód gniazd wtyczkowych powinien być wykonywany jako pierścieniowy, aby wszystkie gniazda były zasilane nawet w razie przerwania przewodu w dowolnym miejscu. Zaciski w gniazdach powinny umożliwiać przelotowe prowadzenie przewodów bez ich przecinania, jak zaciski WLZ w odgałęzieniach. Zasada ta nie dotyczy obwodów z jednym gniazdem dla odbiornika dużej mocy (kuchni, zmywarki naczyń, pralki).